# Владимир Бабошин
Владимир Бабошин (рус. Владимир Александрович Бабошин; Руска Бектјашка, 13. септембар 1958) руски је песник, књижевни преводилац и антологичар. Председник је Удружења књижевника „Нови поглед“ у Санкт-Петербургу и члан Српске краљевске академије научника и уметника.

## Биографија
Владимир Бабошин је рођен у селу Руска Бектјашка, Уљановска област, СССР. Завршио је вишу војну командну школу за везу „Орџоникидзе“ (1979), а потом и Војну академију за везу „Будјони“ (1992). Докторирао је на Војноj академији за везу (1995) и стекао титулу доктора филозофиje у области техничких наука. Аутор је више од 80 научних радова. Доцент је на катедри аутоматике и телемеханике на Војној академији.

## Књижевни рад
Бабошин пише поезију. Заступљен је у многим зборницима и антологијама у Русији, Србији, Словенији, Северној Македонији и Италији. Његово стваралаштво је превођено на српски, македонски, италијански и енглески језик.
Шире је познат као књижевни преводилац. Преводи поезију са српског, шпанског, италијанског, немачког и енглеског на матерњи руски језик.
У издању Смедеревске песничке јесени (2019) објављене су четири збирке поезије српских аутора са Бабошиновим преводом на руски језик.
Тренутно најпознатије дело В. Бабошина је „Моја српска Антологија“, објављена у Београду 2018.
Коаутор је књиге „Шарени букет: руска драма за децу и младе“ (са др Милутином Ђуричковићем), објављене у издаваштву „Алма“, Београд, 2020.
У 2021. години у издању „Новог погледа“ у Санкт-Петербургу изашла је збирка поезије „Празник воде“ југословенског и српског песника словачког порекла Данијела Пиксијадеса, у преводу на руски језик Владимира Бабошина.

## Признања и награде
Бабошин је инострани члан Српске академије научника и уметника. Дописни је члан Академија наука и уметности у Санкт-Петербургу. Председник је Удружења књижевника „Нови поглед“ у Санкт-Петербургу, уредник и издавач часописа „Невска формула“. Члан Књижевне заједнице „Лештијанска пустиња“, члан Удружења књижевника „Зенит“, Подгорица, Црна Гора, почасни члан Удружења српских књижевника Словеније.
Добитник је награда за ауторску поезију, од којих су најважније:
- Медаља „Златно перо“ при Српској дијаспори у Љубљани;
- Специјална медаља на Међународном такмичењу „Месопотамија 2019“ и  „Месопотамија 2020“ у Београду;
- Добитник награде „Златно перо Русиje, 2021[9].